# آني أبراهامز
آني أبراهامز (بالهولندية: Annie Abrahams) هي فنانة فيديو ورسامة هولندية، ولدت في 17 مايو 1954 في Biest-Houtakker ‏ في هولندا.